# Peter Staněk
Peter Staněk (* 9. prosince 1948, Brno) je původem slovenský ekonom a prognostik. Jeho jméno je opakovaně spojováno se šířením konspiračních teorií ohledně různých témat.

## Život
Pracoval v Ekonomickém ústavu Slovenské akademie věd, kde působil i jako vedoucí oddělení světové ekonomiky a předseda vědecké rady ústavu.
V letech 1994–1998 byl poradcem předsedy vlády Slovenské republiky Vladimíra Mečiara a v letech 1997–1998 byl státním tajemníkem ministerstva financí. Později byl poradcem předsedy strany STRED Ivana Mjartana, v roce 2018 vystoupil jako člen odborného týmu kandidáta na prezidenta Štefana Harabina a též poradcem premiérů Roberta Fica a Petera Pellegriniho.
Spoluzakládal organizaci Institut Equilibrium. Zakladatelé Institutu Equilibrium odvolali Staňka z funkce člena správní rady institutu na základě jeho ústní žádosti a v souladu se zakládací listinou; potvrdili tak oboustranné rozhodnutí ukončit jeho aktivity v institutu. K tomuto kroku došlo na základě dezinformační přednášky pořádané Vladimírem Maříkem na půdě ČVUT CIIRC.

## Kritika názorů
Slovenský zpravodajský portál Aktuality.sk ho označil za autora lákavých, zpochybňovaných a vysoce neúspěšných negativistických předpovědí. Jako riziko jeho angažmá do řad poradců premiéra Fica označil Miro Kern z Denníku N, který také konstatoval, že Staněk je zastáncem ruských postojů ohledně války na východní Ukrajině a častým respondentem proruských médií. Novinář Patrik Kořenář v textu převzatém projektem Manipulátoři.cz shrnul jeho osobnost a názory v souvislosti s videem o invazi Ruska na Ukrajinu. Projekt Čeští elfové ho nejpozději již v roce 2020 zařadil do svého přehledu české dezinformační scény. Staněk patří mezi osoby popírající lidský vliv na globální změny klimatu. Rovněž se vyjadřuje kriticky ke způsobu, jakým západní společnosti přistupují k tématu LGBT. Od roku 2019 publikuje své teorie také na webu Radia Universum.
Bývalý místopředseda KSČM Josef Skála ho označil za největšího žijícího slovenského vědce.